# Pionus sordidus
Pionus sordidus е вид птица от семейство Папагалови (Psittacidae).

## Разпространение
Видът е разпространен в Боливия, Венецуела, Еквадор, Колумбия и Перу.